# Volta ao País Basco de 2012
A 52.ª edição da Volta ao País Basco disputou-se entre 2 e 7 de abril de 2012. Esteve dividida em seis etapas: cinco em estrada e a última em contrarrelógio com um total de 836,6 km.
A prova integrou-se no UCI WorldTour de 2012.
O vencedor final foi Samuel Sánchez, quem também fez-se com duas etapas e a classificação da regularidade. Acompanharam-lhe no pódio Joaquim Rodríguez (vencedor de duas etapas) e Bauke Mollema, respectivamente.
Nas outras classificações secundárias impuseram-se Mads Christensen (montanha), Marco Pinotti (metas volantes) e Katusha (equipas).

## Prolegómenos

### Dificuldades económicas
Depois do final do acordo com o Governo Basco, que supôs a unificação da corrida com a Euskal Bizikleta em 2009, voltaram a aparecer os problemas económicos do passado. O acordo com dito organismo consistia numa contribuição dentre 350.000 e 400.000 € durante três anos, correspondentes ao Grande Prêmio, com uma prorrogação de um ano, que também incluía à Clássica de San Sebastián. Dita prorrogação não pôde se fazer operativa devido à crise económica de 2008-2016 com o que dito governo "sozinho" pôde contribuir 200.000 € em princípio reservados para a Volta a Espanha. Depois de não encontrar um sponsor que sufragasse os 150.000 € restantes necessários para sacar as duas provas adiante (Volta ao País Basco e Clássica de San Sebastián) os organizadores fizeram público o problema e fizeram um chamada de urgência em procura de alguém que contribuísse dita quantidade. O orçamento das provas durante os últimos anos tinha sido de 1 milhão de euros para a Volta e 500.000 € para a Clássica os quais o Governo Basco sufragava diretamente o 25% aproximadamente. Finalmente conseguiu-se o patrocínio do Banco Guipuzcoano garantindo a disputa da corrida durante 2 anos mais.

### Pequenas mudanças no percorrido final
Apesar de que o percurso já estivesse praticamente desenhado um ano antes, finalmente teve pequenas mudanças com respeito ao traçado definitivo. Destacando estes (por ordem cronológica):
- Suprimiu-se o final da 5.ª etapa no Santuário de Aránzazu devido à coincidência com a Sexta-feira Santa da Semana Santa.[10]
- Incluiu-se final de etapa no alto de Ibardin[11] na 3.ª etapa, substituindo o final em Amurrio inicialmente previsto para a 2.ª etapa.[10] Acabando essa 2.ª etapa directamente em Vitoria depois de passar por Amurrio.[12]
- Modificou-se a ordem das etapas devido a provas de tiro que há em Arrate na [[Quinta-feira Santoa]. Assim o final em Arrate se moveu à 3.ª etapa e o final em Ibardin à 4.ª.[13]
- Suprimiu-se a cota não pontuável de Goikouria poucos quilómetros antes da meta em Güeñes da 1.ª etapa, devido ao seu perigo.[14]

## Equipas participantes
Tomaram parte na corrida 21 equipas: os 18 de categoria UCI ProTour (ao ser obrigada sua participação); mais 2 equipas de categoria Profissional Continental mediante convite da organização (Caja Rural e Utensilnord Named). Formando assim um pelotão de 160 ciclistas ainda que finalmente foram 159 depois da baixa de última hora de Heinrich Haussler (Garmin-Barracuda), com 8 corredores cada equipa (excepto o mencionado Garmin-Barracuda que saiu com 7), dos que acabaram 114. As equipas participantes foram:
| Equipes ProTeam (18)- AG2R La Mondiale - Astana - BMC Racing Team - Euskaltel-Euskadi - FDJ-BigMat - Garmin-Barracuda - Katusha Team - Lampre-ISD - Liquigas-Cannondale - Lotto-Belisol - Movistar Team - Omega Pharma-Quick Step - GreenEDGE - Rabobank - RadioShack-Nissan - Saxo Bank - Sky - Vacansoleil - DCM Equipes profissionais Continentais (2)- Caja Rural - Utensilnord Named |
| |

## Etapas

### Etapa 1 - 2 de abril de 2012:Güeñes-Güeñes, 154 km

#### Resumo
A primeira etapa, com sete cotas pontuáveis, decorreu pela comarca vizcaína das Encartaciones sob um céu soleiro. Mediado o percurso depois de ter superado com o de Ubal o único alto de primeira categoria da jornada, a cabeça de corrida estava composta pelos fugidos David de la Fuente e Davide Mucelli: pertencentes ambos ciclistas às duas equipas de menor entidade convidados à corrida pela organização, contavam nesse momento com uma margem superior aos dois minutos. O escasso interesse do pelotão facilitou que a sua vantagem se fora incrementando até atingir praticamente os quatro minutos. A partir desse momento pôs-se a trabalhar no grupo principal o Rabobank, o que fez que a margem fora diminuindo progressivamente.
O alto de Beci (habitual nas últimas edições da rodada basca, mas ao que nesta ocasião se ascendeu pela Casa de Juntas de Avellaneda e um caminho traçado posterior) serviu para que a diferença descesse até os 2'12", e no trecho plano ulterior (que incluía o passo pelas metas volantes de Zalla e Güeñes) a margem continuou se reduzindo até que foram atingidos pelo pelotão a 15 km para a conclusão da etapa. No entanto, La Fonte e Mucelli tinham conseguido os pontos suficientes para encabeçar provisionalmente ao termo da jornada as classificações da montanha e das metas volantes, respectivamente.
A última dificuldade do dia era a cota de San Cosme, cujo cume se situava a 10 km da meta. No entanto, durante a sua ascensão produziu-se uma queda nas primeiras posições do pelotão que motivou uma paragem e a ausência de ataques no resto da subida, a excepção de um Wesley Sulzberger cuja tentativa não prosperou. Já na descida se produziu em cabeça um pequeno corte de cinco corredores que também não conseguiu separar do grupo, do mesmo modo que não pôde o fazer instantes depois o dúo composto por Daniel Navarro e Oliver Zaugg.
Desta forma a vitória de etapa e o primeiro camisola de líder dessa edição decidiram-se na chegada ao sprint do nutrido pelotão à reta de meta de Güeñes. Em dita chegada, e em ausência de uma equipa que organizasse e lançasse a disputa do triunfo, foi José Joaquín Rojas quem impôs a sua ponta de velocidade em frente a um Wouter Poels ao que bateu esprintando pela sua vez direita. Os favoritos à vitória final na classificação geral chegaram nesse mesmo grupo principal.

#### Classificações
|   | Ciclista           | Equipa              | Tempo           |
| - | ------------------ | ------------------- | --------------- |
| 1 | José Joaquín Rojas | Movistar            | 3 h 57 min 44 s |
| 2 | Wouter Poels       | Vacansoleil-DCM     | m.t.            |
| 3 | Fabian Wegmann     | Garmin-Barracuda    | m.t.            |
| 4 | Daniele Ratto      | Liquigas-Cannondale | m.t.            |
| 5 | Arthur Vichot      | FDJ-Big Mat         | m.t.            |

|   | Ciclista           | Equipa              | Tempo           |
| - | ------------------ | ------------------- | --------------- |
| 1 | José Joaquín Rojas | Movistar            | 3 h 57 min 44 s |
| 2 | Wouter Poels       | Vacansoleil-DCM     | m.t.            |
| 3 | Fabian Wegmann     | Garmin-Barracuda    | m.t.            |
| 4 | Daniele Ratto      | Liquigas-Cannondale | m.t.            |
| 5 | Arthur Vichot      | FDJ-Big Mat         | m.t.            |

### Etapa 2 - 3 de abril de 2012:Güeñes-Vitoria, 165,7 km

#### Resumo
O regresso da rodada basca a Vitoria, meta de grande tradição mas que não tinha acolhido um final de etapa nas três edições anteriores, incluía a habitual linha de chegada na Avenida de Gasteiz. A etapa, com um perfil avariado mas sem grandes portos e disputada sob um céu nubloso e com intervalos de chuva, se antecipava propícia para uma resolução ao sprint antes das duas etapas de montanha.
Depois do passo por San Cosme, primeira cota do dia, ficou estabelecido em cabeça de corrida um quinteto composto por Mads Christensen, Jérôme Pineau, Thibaut Pinot, Gabriele Bosisio e Julián Sánchez Pimienta. Estes cinco homens chegaram a contar com uma margem de quase sete minutos, vantagem que foi se reduzindo quando equipas como a Rabobank e GreenEDGE começaram a atirar do pelotão até ser finalmente neutralizados a falta de 13 km. A fuga serviu pára que Sánchez Pimienta se fizesse com a liderança provisória na classificação das metas volantes.
Pouco depois, e já na suave ascensão a Zaldiaran (última cota da jornada), se produziu uma tentativa de fuga por parte de Eduard Vorganov, Wesley Sulzberger, Aleksandr Dyachenko e Dominik Nerz, tentativa que foi neutralizada por um Astana que procurava uma chegada em massa em Vitoria que favorecesse os interesses de seu velocista Francesco Gavazzi. O conjunto cazaque prolongou seu controle do grupo no descida posterior para a capital alavesa, onde não se produziram movimentos.
Já inmersos nas ruas vitorianas apareceram em cabeça do pelotão vários ciclistas do GreenEDGE para preparar a chegada a Allan Davis, seu homem rápido. Um desses lançadores, o sul-africano Daryl Impey, tomou à saída de uma rotunda uns metros de vantagem com respeito ao grupo que posteriormente rentabilizou para fazer com a vitória de etapa, o maior triunfo da sua carreira como profissional. O pelotão não conseguiu lhe superar mas sim pôde lhe atingir e cruzar a linha de meta com o mesmo tempo, evitando assim uma mudança na liderança; o primeiro do grupo foi precisamente seu colega e teórico chefe Davis, que celebrou a dobradinha do conjunto australiano entrando também com os braços em alto.

#### Classificações
|   | Ciclista           | Equipa    | Tempo           |
| - | ------------------ | --------- | --------------- |
| 1 | Daryl Impey        | GreenEDGE | 4 h 10 min 07 s |
| 2 | Allan Davis        | GreenEDGE | m.t.            |
| 3 | Davide Appollonio  | Sky       | m.t.            |
| 4 | José Joaquín Rojas | Movistar  | m.t.            |
| 5 | Michael Matthews   | Rabobank  | m.t.            |

|   | Ciclista           | Equipa              | Tempo           |
| - | ------------------ | ------------------- | --------------- |
| 1 | José Joaquín Rojas | Movistar            | 8 h 07 min 51 s |
| 2 | Daniele Ratto      | Liquigas-Cannondale | m.t.            |
| 3 | Fabian Wegmann     | Garmin-Barracuda    | m.t.            |
| 4 | Daryl Impey        | GreenEDGE           | m.t.            |
| 5 | Francesco Gavazzi  | Astana              | m.t.            |

### Etapa 3 - 4 de abril de 2012:Vitoria-Eibar(Arrate), 164 km

#### Resumo
Já nos primeiros quilómetros de etapa se formou uma fuga de cinco corredores: José Herrada, Jussi Veikkanen, Mads Christensen, Antonio Piedra e Davide Mucelli, quem cedo fizeram-se com uma margem a mais de quatro minutos com respeito ao pelotão. No entanto, Veikkanen e Christensen mostraram-se afetados com o desempenho de Piedra e propiciaram a sua vez novos ataques para tratar de descolar. Desta forma o grupo rompeu-se, ficando em cabeça de corrida Herrada e Christensen (a quem para o passo por Miñota conseguiu unir-se Veikkanen), seguidos a cada vez mais distância pela suas excompanheiros da fuga Mucelli e Piedra.
Na primeira subida a Arrate (Ixua) o Lampre e o Lotto endureceram a corrida ao impor um forte ritmo tanto na aproximação ao porto como em sua ascensão, facto que favoreceu que a vantagem dos fugidos diminuísse rapidamente e que estes fossem sendo atingidos sucessivamente, a excepção de um Herrada que se mantinha em cabeça já em solitário. À margem da marcha imposta pelas equipas italiana e belga, foi o Katusha (ainda que não com seus principais nomes) o que moveu o grupo principal: depois de um primeiro ataque infrutífero de Alberto Losada, foram Ángel Vicioso e Giampaolo Caruso quem marcharam-se enquanto entre os favoritos não se produziram movimentos. Desta forma foi Herrada quem passou em primeiro lugar pelo cume seguido a 1'12 pelos dois ciclistas da equipa russa (quem já tinham coincidido anos atrás no Liberty Seguros) e com o pelotão a 1'22".
No alto de San Miguel foram os homens de Euskaltel-Euskadi os que atiraram do grupo principal. Herrada coroou o porto sozinho mas na descida foi atingido por Vicioso e Caruso, enquanto o pelotão continuava acercando-se. Depois do passo por Elgóibar e Eibar, Herrada se descolou à saída da vila armera para ser neutralizado pelo grupo principal.
A segunda e definitiva ascensão a Arrate (Usartza) começou com o pelotão dando caça aos dois homens do Katusha. A 5 km de meta atacou Chris Horner seguido de Kiserlovski, mas ambos foram atingidos. Pouco depois o que atacou foi Joaquim Rodríguez seguido pelo próprio Horner: o dúo, convertido em terceto ao somar-se a eles desde atrás Samuel Sánchez, conseguiu se fazer com uns dez segundos de vantagem sobre um grupo perseguidor formado por Cunego, Scarponi, Dani Moreno, Kiserlovski e Tony Martin. No cume, situada a 2 km da meta, a margem dos três fugidos manteve-se ao mesmo tempo em que o grupo de favoritos que lhes seguia se viu ampliado até as dezassete unidades ao ligar desde atrás outro grupo com homens como Van den Broeck, Mollema, Poels, Hesjedal e Kiryienka.
Na suave descida para a tradicional chegada junto ao Santuário de Arrate os três homens da cabeça de corrida jogaram-se o triunfo de etapa e a liderança: Samuel Sánchez entrou em cabeça na sucessão final de curvas esquerda-direita e cruzou a linha de meta em primeira posição, conseguindo a vitória em Arrate pelo terceiro ano consecutivo e fazendo-se com a camisola amarela provisória, com Rodríguez e Horner com o mesmo tempo. O grupo com o resto de favoritos chegou a 12".

#### Classificações
|   | Ciclista          | Equipa            | Tempo           |
| - | ----------------- | ----------------- | --------------- |
| 1 | Samuel Sánchez    | Euskaltel-Euskadi | 3 h 58 min 15 s |
| 2 | Joaquim Rodríguez | Katusha           | m.t.            |
| 3 | Chris Horner      | RadioShack-Nissan | m.t.            |
| 4 | Bauke Mollema     | Rabobank          | a 12 s          |
| 5 | Damiano Cunego    | Lampre-ISD        | m.t.            |

|   | Ciclista          | Equipa            | Tempo            |
| - | ----------------- | ----------------- | ---------------- |
| 1 | Samuel Sánchez    | Euskaltel-Euskadi | 12 h 06 min 06 s |
| 2 | Chris Horner      | RadioShack-Nissan | m.t.             |
| 3 | Joaquim Rodríguez | Katusha           | m.t.             |
| 4 | Ryder Hesjedal    | Garmin-Barracuda  | a 12 s           |
| 5 | Wouter Poels      | Vacansoleil-DCM   | m.t.             |

### Etapa 4 - 5 de abril de 2012:Eibar-Lado de Bidasoa (Ibardin), 151 km

#### Resumo
Na quarta jornada teve lugar o regresso à cume navarra de Ibardin: antes um dos finais de etapa clássicos da corrida (o foi e maneira consecutiva durante catorze anos, entre 1981 e 1994), a rodada basca voltava à cimeira de Lado de Bidasoa depois de uma longa ausência durante as dezassete edições prévias. O reencontro seria por partida dupla: após uma primeira ascensão os ciclistas internar-se-iam brevemente no País Basco francês para posteriormente retornar e subir Ibardin pela segunda vez. Nesta segunda e última ascensão os ciclistas, uma vez chegados à cume, seriam desviados no cruzamento para realizar uns metros finais inéditos: uma dura rampa com trechos a mais de 20% de desnível até chegar à linha de meta.
Depois dos primeiros quilómetros criou-se uma escapada de cinco corredores: Ángel Madrazo, Diego Ulissi, Marcelino García, Maciej Paterski e Eugeni Petrov. Caminho de Aritxulegi formou-se um grupo intermediário quando saltaram do pelotão dois homens do GreenEDGE, Christian Meier e Wesley Sulzberger; estes dois ciclistas conseguiram posteriormente ligar com a cabeça de corrida, de forma que um grupo de sete corredores coroou Agiña com 1'41" sobre um grupo principal comandado pelo Euskaltel-Euskadi do líder Samuel Sánchez.
Nesse momento sucederam-se diversas tentativas no pelotão; numa delas se marchou o ciclista local Patxi Vila, quem com sua cavalgada conseguiu ligar com os de diante. Ao primeiro passo por Ibardin os homens de cabeça contavam com um minuto sobre o pelotão. Depois dos oito fugidos formou-se um dúo perseguidor composto por Michael Albasini e Nicki Sørensen, que também chegaram à frente para ampliar a nómina de fugidos a dez corredores. Com uma margem inferior ao minuto, vários dos seus componentes foram-se descolando para ser sucessivamente neutralizados pelo pelotão.
A segunda e definitiva subida a Ibardin começou marcado pelo forte ritmo imposto pelo Omega Pharma-QuickStep, atingindo-se mediado o porto a Albasini, último sobrevivente da fuga. Pouco depois atacou Maxime Monfort, sem sucesso; o pelotão chegou desta forma ao cruzamento do cume íntegro e sem fracturar-se. Tomado já o desvio foi Tony Martin quem se pôs à frente do grupo, mas o contrarrelógista alemão se viu rapidamente superado com a chegada dos primeiros metros com uma maior pendente.
O primeiro ataque com a dura rampa já iniciada correu a cargo de Poels, a cuja roda saíram Joaquim Rodríguez, Samuel Sánchez e Henao; estes quatro homens fizeram-se com uns metros com respeito ao resto de favoritos. Pouco depois chegou o ataque decisivo: Joaquim Rodríguez, especialista nesse tipo de finais caracterizados por uma pronunciada pendente, marchou-se em solitário até à linha de meta para conseguir a vitória de etapa e a liderança da classificação geral. Depois dele chegaram Samuel Sánchez (a 9", cedendo assim a camisola amarela) e o dúo composto por Henao e Kiserlovski (a 12"). O resto de favoritos foram chegando a meta com perdas maiores: a 16" entraram Scarponi, Van den Broeck, Poels ou Hesjedal, enquanto a 21" fizeram-no Cunego, Tony Martin, Horner e Mollema.

#### Classificações
|   | Ciclista             | Equipa            | Tempo           |
| - | -------------------- | ----------------- | --------------- |
| 1 | Joaquim Rodríguez    | Katusha           | 3 h 55 min 56 s |
| 2 | Samuel Sánchez       | Euskaltel-Euskadi | a 9 s           |
| 3 | Sergio Henao         | Sky               | a 12 s          |
| 4 | Robert Kiserlovski   | Astana            | m.t.            |
| 5 | Lars Petter Nordhaug | Sky               | a 16 s          |

|   | Ciclista           | Equipa            | Tempo            |
| - | ------------------ | ----------------- | ---------------- |
| 1 | Joaquim Rodríguez  | Katusha           | 16 h 02 min 02 s |
| 2 | Samuel Sánchez     | Euskaltel-Euskadi | a 9 s            |
| 3 | Chris Horner       | RadioShack-Nissan | a 21 s           |
| 4 | Robert Kiserlovski | Astana            | a 24 s           |
| 5 | Sergio Henao       | Sky               | m.t.             |

### Etapa 5 - 6 de abril de 2012: Lado de Bidasoa-Oñate, 183 km

#### Resumo
Numa jornada caracterizada pelo frio e a chuva, ao redor do quilómetro 80 formou-se uma escapada de 16 corredores, nenhum bem situado na classificação geral. Ainda que chegaram a contar com uma vantagem em torno dos cinco minutos, quando a equipa Sky tomou o comando do pelotão ao passo pelo porto de Elosua a renda baixou rapidamente até ser neutralizados definitivamente durante a ascensão a Deskarga.
Posteriormente formou-se uma nova fuga de 9 corredores: Appollonio, Caruso, Nerz, Petrov, Kiserlovski, Arroio, Pinotti, Jesús Hernández e Malori. Estes nove corredores passaram por Oñate com 20" sobre o pelotão. A presença de Kiserlovski (quarto na geral, a 24" do líder) fez que no pelotão começassem a trabalhar o Katusha e outros para jogar abaixo a fuga; no entanto, a margem seguiu aumentando.
Na ascensão a Asentzio atacou precisamente Kiserlovski, quem marchou-se em solitário deixando atrás ao resto de escapados. Este movimento do croata aumentou o nervosismo num pelotão cada vez mais reduzido, onde foram favoritos como Samuel Sánchez ou Scarponi quem tiveram que atirar do grupo na subida para evitar que a sua desvantagem seguisse aumentando. Pese a tudo, Kiserlovski coroou o porto com 45" sobre o grupo principal. No terreno posterior o Katusha pôs à frente do pelotão a Simon Špilak primeiro e Dani Moreno depois em sua tentativa por reduzir a vantagem de Kiserlovski, quem a falta de 10 km seguia contando não obstante com 38" sobre esse grupo de favoritos.
Chegou-se assim ao trecho de Garagaltza, um muro de menos de um quilómetro mas com uma grande pendente. Ao igual que ocorresse na rampa final um dia antes, Tony Martin se situou encabeçando o pelotão ao início da cota para posteriormente e conforme aumentava o desnível ir perdendo posições, e o ataque que rompeu o grupo de favoritos vinho de novo de Joaquim Rodríguez: a sua roda só aguentou Samuel Sánchez, enquanto o resto iam cedendo terreno. O casal formado pelo primeiro e segundo classificados na general coroou a subida (situada a 3 km de meta) ao mesmo tempo que atingia a Kiserlovski. No empinado descida, com o solo molhado, o líder Purito evitou que Samuel Sánchez se lhe marchasse baixando e depois ambos colaboraram para tratar de aumentar sua margem com respeito a outros favoritos.
Já em Oñate foi o próprio Joaquim Rodríguez quem saiu o primeiro da última rotunda e no recta final sprintou para se fazer com sua segunda vitória de etapa consecutiva por adiante de um Samuel Sánchez que não pôde lhe superar nesses últimos metros, enquanto Kiserlovski não pôde emular esse sprint e se deixou 2" em meta. O resto de favoritos a fazer-se com a camisola amarela de vencedor da classificação geral cedeu tempo face à decisiva contrarrelógio final do dia seguinte: a 5" chegaram Kiryienka, Nordhaug ou Scarponi, a 7" Van den Broeck e a 12" Mollema, mas foram Tony Martin e Chris Horner quem acumularam um maior atraso ao chegar a 23" do dúo de cabeça.

#### Classificações
|   | Ciclista             | Equipa            | Tempo           |
| - | -------------------- | ----------------- | --------------- |
| 1 | Joaquim Rodríguez    | Katusha           | 4 h 27 min 16 s |
| 2 | Samuel Sánchez       | Euskaltel-Euskadi | m.t.            |
| 3 | Robert Kiserlovski   | Astana            | a 2 s           |
| 4 | Vasil Kiryienka      | Movistar          | a 5 s           |
| 5 | Lars Petter Nordhaug | Sky               | m.t.            |

|   | Ciclista             | Equipa            | Tempo            |
| - | -------------------- | ----------------- | ---------------- |
| 1 | Joaquim Rodríguez    | Katusha           | 20 h 29 min 18 s |
| 2 | Samuel Sánchez       | Euskaltel-Euskadi | a 9 s            |
| 3 | Robert Kiserlovski   | Astana            | a 26 s           |
| 4 | Lars Petter Nordhaug | Sky               | a 33 s           |
| 5 | Michele Scarponi     | Lampre-ISD        | m.t.             |

### Etapa 6 - 7 de abril de 2012:Oñate-Oñate(CRI), 18,9 km

#### Resumo
A última etapa consistia numa contrarrelógio de 18,9 km com saída e chegada na cintura urbana de Oñate: depois do arranque sinuoso por umas ruas empedradas que conduziam à dura rampa de Zumeltzegi passava a um trecho plano onde estaria situado o ponto intermediário de cronometragem (mediado o traçado, no quilómetro 9,8) e uma parte final que incluía o muro de Garagaltza e a sua complicada descida até ao centro da vila para concluir na praça dos Fueros, onde estava localizada a linha de meta. Com os principais favoritos ao triunfo final distânciados em menos de um minuto na geral depois das cinco jornadas em linha, a jornada, com a dureza e a perigo acrescentada da chuva e o frio, apresentava-se decisiva para decidir os postos de honra, incluído o vencedor e seus acompanhantes no pódio.
O primeiro tempo de referência foi o registado por Marco Pinotti, especialista contra o crono que se encontrava não obstante fora da luta pela geral. Entre os favoritos o primeiro em melhorar seu tempo foi Tony Martin, vigente campeão do mundo contrarrelógio que precisava remontar os 56" que tinha cedido nas jornadas montanhosas precedentes. Pouco depois o tempo do alemão seria batido por um segundo pelo jovem neerlandês Bauke Mollema, quem se postulava assim para os postos de pódio. Pelo contrário, outros como Michele Scarponi, Jurgen Van den Broeck ou Chris Horner não tiveram a atuação desejada e ficaram sem opções.
O vencedor da jornada foi Samuel Sánchez: fez-se com a camisola amarela da classificação geral e o triunfo de etapa depois de marcar o melhor tempo do dia, concluindo a rodada basca com um balanço que incluía a geral, duas vitórias de etapa e a regularidade. O chefe de fileiras do Euskaltel-Euskadi deu assim ao conjunto basco o seu segundo sucesso na corrida de casa, que não ganhava desde que o fizesse pela primeira vez em 2003 por meio de Iam May. O até então líder, Joaquim Rodríguez, completou pese a não ser um especialista uma boa contrarrelógio que conquanto não foi suficiente para manter à frente da geral (por 12") sim lhe permitiu subir ao pódio como segundo classificado, enquanto o citado Mollema ocupou o terceiro posto. Damiano Cunego, habitualmente pouco competitivo nas provas cronometradas, realizou nesta ocasião um bom tempo e finalizou quarto na geral, a escassos 5" do pódio.

#### Classificações
|   | Ciclista       | Equipa                 | Tempo       |
| - | -------------- | ---------------------- | ----------- |
| 1 | Samuel Sánchez | Euskaltel-Euskadi      | 28 min 48 s |
| 2 | Bauke Mollema  | Rabobank               | a 6 s       |
| 3 | Tony Martin    | Omega Pharma-QuickStep | a 7 s       |
| 4 | Marco Pinotti  | BMC Racing             | a 15 s      |
| 5 | Damiano Cunego | Lampre-ISD             | a 16 s      |

|   | Ciclista          | Equipa                 | Tempo            |
| - | ----------------- | ---------------------- | ---------------- |
| 1 | Samuel Sánchez    | Euskaltel-Euskadi      | 20 h 58 min 15 s |
| 2 | Joaquim Rodríguez | Katusha                | a 12 s           |
| 3 | Bauke Mollema     | Rabobank               | a 42 s           |
| 4 | Damiano Cunego    | Lampre-ISD             | a 47 s           |
| 5 | Tony Martin       | Omega Pharma-QuickStep | a 54 s           |

## Classificações finais
- As classificações finalizaram da seguinte forma[19]:

### Classificação geral
| \| Classificação geral \| Classificação geral \| Classificação geral \| Classificação geral \| Classificação geral \| \| Ciclista \| Ciclista \| Equipe \| Tempo \| \| \| ------------------- \| ---------------------- \| ----------------------- \| ------------------- \| ------------------- \| \| 1. \| Samuel Sánchez \| Euskaltel-Euskadi \| 20h58m15s \| \| \| 2. \| Joaquim Rodríguez \| Katusha \| + 12s \| \| \| 3. \| Bauke Mollema \| Rabobank \| + 42s \| \| \| 4. \| Damiano Cunego \| Lampre-ISD \| + 47s \| \| \| 5. \| Tony Martin \| Omega Pharma-Quick Step \| + 54s \| \| \| 6. \| Lars Petter Nordhaug \| Team Sky \| + 1m03s \| \| \| 7. \| Jean-Christophe Péraud \| AG2R La Mondiale \| + 1m07s \| \| \| 8. \| Michele Scarponi \| Lampre-ISD \| + 1m19s \| \| \| 9. \| Chris Horner \| RadioShack-Nissan \| + 1m27s \| \| \| 10. \| Simon Špilak \| Katusha \| + 1m29s \| \| \| 11. \| Robert Kišerlovski \| Astana \| + 1m31s \| \| \| 12. \| Jurgen Van Den Broeck \| Lotto-Belisol \| + 1m36s \| \| \| 13. \| Sergio Henao \| Team Sky \| + 1m39s \| \| \| 14. \| Vasil Kiryienka \| Movistar Team \| + 1m45s \| \| \| 15. \| Rui Costa \| Movistar Team \| + 1m47s \| \| \| 16. \| Daniel Navarro \| Saxo Bank \| + 1m57s \| \| \| 17. \| Wout Poels \| Vacansoleil-DCM \| + 2m01s \| \| \| 18. \| Christophe Riblon \| AG2R La Mondiale \| + 2m10s \| \| \| 19. \| Ryder Hesjedal \| Garmin-Barracuda \| + 2m26s \| \| \| 20. \| Tom Danielson \| Garmin-Barracuda \| + 2m29s \| \| |                        |                         |           |
| |                        |                         |           |
| Fonte: ProCyclingStats |                        |                         |           |
| Classificação geral |                        |                         |           |
| Ciclista | Ciclista               | Equipe                  | Tempo     |
| 1. | Samuel Sánchez         | Euskaltel-Euskadi       | 20h58m15s |
| 2. | Joaquim Rodríguez      | Katusha                 | + 12s     |
| 3. | Bauke Mollema          | Rabobank                | + 42s     |
| 4. | Damiano Cunego         | Lampre-ISD              | + 47s     |
| 5. | Tony Martin            | Omega Pharma-Quick Step | + 54s     |
| 6. | Lars Petter Nordhaug   | Team Sky                | + 1m03s   |
| 7. | Jean-Christophe Péraud | AG2R La Mondiale        | + 1m07s   |
| 8. | Michele Scarponi       | Lampre-ISD              | + 1m19s   |
| 9. | Chris Horner           | RadioShack-Nissan       | + 1m27s   |
| 10. | Simon Špilak           | Katusha                 | + 1m29s   |
| 11. | Robert Kišerlovski     | Astana                  | + 1m31s   |
| 12. | Jurgen Van Den Broeck  | Lotto-Belisol           | + 1m36s   |
| 13. | Sergio Henao           | Team Sky                | + 1m39s   |
| 14. | Vasil Kiryienka        | Movistar Team           | + 1m45s   |
| 15. | Rui Costa              | Movistar Team           | + 1m47s   |
| 16. | Daniel Navarro         | Saxo Bank               | + 1m57s   |
| 17. | Wout Poels             | Vacansoleil-DCM         | + 2m01s   |
| 18. | Christophe Riblon      | AG2R La Mondiale        | + 2m10s   |
| 19. | Ryder Hesjedal         | Garmin-Barracuda        | + 2m26s   |
| 20. | Tom Danielson          | Garmin-Barracuda        | + 2m29s   |

### Classificação da regularidade
| Classificação por pontos | Classificação por pontos | Classificação por pontos | Classificação por pontos | Classificação por pontos |
| Ciclista                 | Ciclista                 | Equipe                   | Pontos                   |                          |
| ------------------------ | ------------------------ | ------------------------ | ------------------------ | ------------------------ |
| 1.                       | Samuel Sánchez           | Euskaltel-Euskadi        | 91 pts                   |                          |
| 2.                       | Joaquim Rodríguez        | Katusha                  | 80 pts                   |                          |
| 3.                       | José Joaquín Rojas       | Movistar Team            | 39 pts                   |                          |
| 4.                       | Robert Kišerlovski       | Astana                   | 37 pts                   |                          |
| 5.                       | Damiano Cunego           | Lampre-ISD               | 36 pts                   |                          |
| 6.                       | Bauke Mollema            | Rabobank                 | 35 pts                   |                          |
| 7.                       | Daniele Ratto            | Liquigas-Cannondale      | 34 pts                   |                          |
| 8.                       | Daryl Impey              | GreenEDGE                | 32 pts                   |                          |
| 9.                       | Lars Petter Nordhaug     | Team Sky                 | 31 pts                   |                          |
| 10.                      | Tony Martin              | Omega Pharma-Quick Step  | 29 pts                   |                          |

### Classificação da montanha
| Classificação da montanha | Classificação da montanha | Classificação da montanha | Classificação da montanha | Classificação da montanha |
| Ciclista                  | Ciclista                  | Equipe                    | Pontos                    |                           |
| ------------------------- | ------------------------- | ------------------------- | ------------------------- | ------------------------- |
| 1.                        | Mads Christensen          | Saxo Bank                 | 35 pts                    |                           |
| 2.                        | David de la Fuente        | Caja Rural                | 30 pts                    |                           |
| 3.                        | José Herrada              | Movistar Team             | 30 pts                    |                           |
| 4.                        | Jevgeni Petrov            | Astana                    | 22 pts                    |                           |
| 5.                        | Diego Ulissi              | Lampre-ISD                | 19 pts                    |                           |
| 6.                        | Joaquim Rodríguez         | Katusha                   | 16 pts                    |                           |
| 7.                        | Samuel Sánchez            | Euskaltel-Euskadi         | 16 pts                    |                           |
| 8.                        | Robert Kišerlovski        | Astana                    | 12 pts                    |                           |
| 9.                        | Chris Horner              | RadioShack-Nissan         | 10 pts                    |                           |
| 10.                       | Ángel Vicioso             | Katusha                   | 8 pts                     |                           |

### Classificação das metas volantes
| Classificação por velocidade | Classificação por velocidade | Classificação por velocidade | Classificação por velocidade | Classificação por velocidade |
| Ciclista                     | Ciclista                     | Equipe                       | Pontos                       |                              |
| ---------------------------- | ---------------------------- | ---------------------------- | ---------------------------- | ---------------------------- |
| 1.                           | Marco Pinotti                | BMC Racing Team              | 8 pts                        |                              |
| 2.                           | Mads Christensen             | Saxo Bank                    | 8 pts                        |                              |
| 2.                           | José Herrada                 | Movistar Team                | 5 pts                        |                              |
| 3.                           | Robert Kišerlovski           | Astana                       | 6 pts                        |                              |
| 4.                           | Michael Albasini             | GreenEDGE                    | 5 pts                        |                              |

### Classificação por equipas
| Classificação por equipes | Classificação por equipes | Classificação por equipes | Classificação por equipes |
| Equipe                    | Equipe                    | Tempo                     |                           |
| ------------------------- | ------------------------- | ------------------------- | ------------------------- |
| 1.                        | Katusha Team              | 63h00m18s                 |                           |
| 2.                        | Sky                       | + 2s                      |                           |
| 3.                        | RadioShack-Nissan         | + 1m32s                   |                           |
| 4.                        | Movistar Team             | + 1m45s                   |                           |
| 5.                        | AG2R La Mondiale          | + 3m11s                   |                           |

## Evolução das classificações
| Etapa (Vencedor)                 | Classificação geral | Classificação da montanha | Classificação da regularidade | Classificação das metas volantes | Classificação por equipas |
| -------------------------------- | ------------------- | ------------------------- | ----------------------------- | -------------------------------- | ------------------------- |
| 1.ª etapa (José Joaquín Rojas)   | José Joaquín Rojas  | David de la Fuente        | José Joaquín Rojas            | Davide Mucelli                   | Vacansoleil-DCM           |
| 2.ª etapa (Daryl Impey)          | José Joaquín Rojas  | David de la Fuente        | José Joaquín Rojas            | Julián Sánchez Pimienta          | GreenEDGE                 |
| 3.ª etapa (Samuel Sánchez)       | Samuel Sánchez      | Mads Christensen          | José Joaquín Rojas            | Mads Christensen                 | Katusha                   |
| 4.ª etapa (Joaquim Rodríguez)    | Joaquim Rodríguez   | Mads Christensen          | Samuel Sánchez                | Mads Christensen                 | Katusha                   |
| 5.ª etapa (Joaquim Rodríguez)    | Joaquim Rodríguez   | Mads Christensen          | Joaquim Rodríguez             | Marco Pinotti                    | Sky                       |
| 6.ª etapa (CRI) (Samuel Sánchez) | Samuel Sánchez      | Mads Christensen          | Samuel Sánchez                | Marco Pinotti                    | Katusha                   |
| Final                            | Samuel Sánchez      | Mads Christensen          | Samuel Sánchez                | Marco Pinotti                    | Katusha                   |

## Cobertura televisiva
A retransmissão televisiva da corrida correu a cargo de Euskal Telebista, ETB, a televisão pública basca, que emitiu todas as etapas ao vivo através de ETB 1 e em diferido por ETB Sat. Além de duas motos e as câmaras fixas de meta, contou-se também com um helicóptero para obter imagens aéreas. O narrador das retransmissões foi Fermin Aramendi, máximo responsável pelo ciclismo em dita estação, secundado nos comentários pelo exciclista e apresentador de informativos Xabier Usabiaga. O jornalista Alfonso Arroio seguia in situ a corrida desde uma moto, entrevistando aos diretores desportivos que iam nos carros e dando referências de tempos e dorsais, além de entrevistar aos ciclistas mais destacados ao termo de cada etapa.
O sinal televisivo da corrida foi facilitada assim mesmo a outras estações:
- Teledesporto (canal desportivo de TVE) (em diferido)
- Eurosport (Europa)
- Universal Sports TV (América do Norte)
- RAI Sport 2 (Itália)
- Sport+ (França e satélites em Europa)
- Forta (televisões autonómicas da Espanha)